# Бритва (фильм, 2014)
«Бритва» — короткометражная военно-историческая драма режиссёра Алексея Белякова, снятая им в 2014 году по мотивам одноимённого рассказа Владимира Владимировича Набокова.
В 2019 году фильм стал одной из четырёх новелл, объединённых в полнометражный киноальманах «Последствия войны».

## Сюжет
Послевоенная Франция. В парикмахерскую, где работает бывший пленный красноармеец, вошёл «лысый господин» в чёрном костюме и котелке. В усевшемся в кресле в ожидании бритья клиенте брадобрей узнаёт бывшего офицера Вермахта, который в годы войны пытал его в концлагере. Но теперь власть находится в руках у бывшего пленного: обнаженное горло немца и острая бритва в руках брадобрея — его искушение и проба на человечность.

## В ролях
| Актёр               | Роль                  |
| ------------------- | --------------------- |
| Игорь Савочкин      | Брадобрей             |
| Николай Дроздовский | лысый господин        |
| Игорь Стаценко      | хозяин парикмахерской |
| Наталья Коренная    | маникюрша             |
| Владимир Иваний     | парикмахер            |
| Михаил Гончаров     | парикмахер            |
| Даниил Филенко      | мальчишка             |
| Алексей Карамазов   | немецкий солдат       |
| Максим Счастнев     | немецкий солдат       |

## Награды
В декабре 2014 года при подведении итогов 34-го Международного Студенческого Фестиваля ВГИК оператор «Бритвы» Максим Хоменко был удостоен приза за лучшую операторскую работу.
В канун празднования 70-летия Победы в Великой Отечественной войне, на телеканале «Россия-2» были подведены итоги конкурса короткометражных фильмов «Победа за нами». Картину «Бритва» Алексея Белякова жюри во главе с известным режиссером Павлом Лунгиным наградило первым призом.
1 августа 2015 жюри конкурса короткометражного кино «Окно в Интернет», проводимого оргкомитетом фестиваля «Окно в Европу», вручило режиссёру «Бритвы» Алексею Белякову почётный диплом «За глубинное проникновение в русскую классику и высокопрофессиональную интерпретацию литературного произведения».
В августе 2016 года «Бритва» Алексея Белякова заняла второе место по результатам голосования жюри молодёжного фестиваля короткометражного кино «Крепкий орешек».